# Among the Living
| Оценки критиков | Оценки критиков |
| Источник        | Оценка          |
| --------------- | --------------- |
| Allmusic        | [ 1 ]           |
| BBC             | (положительная) |
| Piero Scaruffi  | [ 3 ]           |
| Martin Popoff   | [ 4 ]           |

Among the Living (с англ. — «Среди живущих») — третий студийный альбом группы Anthrax, выпущенный 16 марта 1987 года на лейбле Megaforce Records.
Альбом посвящён погибшему басисту группы Metallica Клиффу Бёртону и считается одной из лучших студийных работ группы.
Диск занял 62-е место в американском чарте Billboard 200.

## Стиль, отзывы критиков
Альбом обычно признаётся лучшим из всей дискографии Anthrax. Стив Хьюи, критик сайта Allmusic.com, указал, что на этом диске группа существенно расширила границы тематики песен — представленные на нём композиции повествуют о социальных проблемах, среди которых важное место занимают насилие, наркомания, предубеждение и дискриминация, а также о внутренней пустоте и лживости музыкального бизнеса. Для музыки характерны «мощный, агрессивный рёв», необычайно быстрые гитарные риффы, смены темпа, а также яростная ритм-секция. В вокальных партиях, подхватывающихся всеми участниками группы, заметно влияние хардкора.

## Значение
В марте 2023 года группа авторов американского издания Rolling Stone включила композицию «Caught in a Mosh» данного альбома в список «100 величайших хеви-метал песен всех времён». В этом рейтинге она заняла 22-ю позицию.

## Список композиций
| №  | Название                   | Длительность |
| -- | -------------------------- | ------------ |
| 1. | «Among the Living»         | 5:16         |
| 2. | «Caught in a Mosh»         | 5:00         |
| 3. | «I Am the Law»             | 5:57         |
| 4. | «Efilnikufesin (N.F.L.)»   | 4:54         |
| 5. | «A Skeleton in the Closet» | 5:32         |
| 6. | «Indians»                  | 5:40         |
| 7. | «One World»                | 5:56         |
| 8. | «A.D.I./Horror of It All»  | 7:49         |
| 9. | «Imitation of Life»        | 4:22         |

| №   | Название                                 | Автор(ы)                                                                    | Длительность |
| --- | ---------------------------------------- | --------------------------------------------------------------------------- | ------------ |
| 10. | «Indians» (Alternate lead)               | Anthrax                                                                     | 5:39         |
| 11. | «One World» (Alternate take)             | Anthrax                                                                     | 5:55         |
| 12. | «Imitation of Life» (Alternate take)     | Anthrax, Дэн Лилкер                                                         | 4:26         |
| 13. | «Bud E Luv Bomb and Satan's Lounge Band» | Anthrax                                                                     | 2:45         |
| 14. | «I Am the Law» (Live in Dallas)          | Anthrax, Дэн Лилкер                                                         | 6:03         |
| 15. | «I’m the Man» (Instrumental)             | Джои Беладонна, Дэн Спитц, Скотт Иэн, Фрэнк Белло, Чарли Бенанте, Джон Руни | 3:04         |

| №   | Название                    | Длительность |
| --- | --------------------------- | ------------ |
| 1.  | «Intro»                     |              |
| 2.  | «Among the Living»          |              |
| 3.  | «Caught in a Mosh»          |              |
| 4.  | «Metal Thrashing Mad»       |              |
| 5.  | «I Am the Law»              |              |
| 6.  | «Madhouse»                  |              |
| 7.  | «Indians»                   |              |
| 8.  | «Medusa»                    |              |
| 9.  | «Efilnikufesin (N.F.L.)»    |              |
| 10. | «Armed and Dangerous»       |              |
| 11. | «A.I.R./I’m the Man/A.I.R.» |              |
| 12. | «Gung Ho»                   |              |

## Состав
Члены группы
- Джои Беладонна – вокал
- Дэн Спиц – соло-гитара
- Скотт Иэн – ритм-гитара, бэк-вокал
- Фрэнк Белло – бас-гитара, бэк-вокал
- Чарли Бенанте – ударные

Производство
- Эдди Крамер – продюсер, звукорежиссёр
- Chris Rutherford – звукорежиссёр
- Francis McSweeney, Chip Schane – помощники звукорежиссёров
- George Marino – мастеринг в Sterling Sound, Нью-Йорк
- Джон Зазула – исполнительный продюсер

## Чарты
| Чарт(1987)           | Позиция |
| -------------------- | ------- |
| UK Albums Chart      | 18      |
| Swedish Albums Chart | 43      |
| US Billboard 200     | 62      |

## Сертификации
| Регион                                                      | Сертификация | Продажи  |
| ----------------------------------------------------------- | ------------ | -------- |
| Великобритания (BPI)                                        | Серебряный   | 60 000^  |
| США (RIAA)                                                  | Золотой      | 500 000^ |
| ^ Данные о тиражах приведены только на основе сертификации. |              |          |